# Ø
Ø، ø یکی از حروف الفبای زبان‌های نروژی، دانمارکی، فاروئی و سامی جنوبی است. این حرف در سامی جنوبی صدای واکهٔ مرکبِ [oe] و در دیگر زبان‌ها نشان‌دهندهٔ واکه‌های@12@ [ø] یا [œ] است. در دانمارکی و نروژی Ø یک حرف مستقل الفباست و ازلحاظ ترتیبی پس از æ قرار می‌گیرد. هنگامی که در تایپِ این حرف با محدودیت رودررو باشند برای نگارش آن از ترکیبِ oe بهره می‌برند.